# Bitka pri Blue Licks
Bitka pri Blue Licks, ki se je odvijala 19. avgusta 1782, je bila ena zadnjih bitk ameriške revolucionarne vojne. Bitka se je zgodila deset mesecev po predaji lorda Cornwallisa pri Yorktownu, ki je dejansko končala vojno na vzhodu. Na hribu ob reki Licking v današnjem okrožju Robertson v Kentuckyju (takrat okrožje Fayette v Virginiji) je sila približno 50 lojalistov skupaj s 300 indijanskimi bojevniki napadla iz zasede in razbila 182 pripadnikov milice iz Kentuckyja, ki jih je delno vodil Daniel Boone, slavni pionir. To je bila zadnja zmaga lojalistov in domorodcev med mejno vojno. Britanske, lojalistične in domorodne sile so se naslednji mesec ponovno spopadle z ameriškimi silami v Wheelingu v Zahodni Virginiji, med obleganjem Fort Henryja.

## Ozadje

### Caldwellova odprava
Čeprav se je glavna britanska vojska pod lordom Cornwallisom predala pri Yorktownu oktobra 1781, kar je praktično končalo vojno na vzhodu, so se boji na zahodni meji nadaljevali. S pomočjo britanske garnizije v Fort Detroitu so Indijanci severno od reke Ohio podvojili svoja prizadevanja, da bi pregnali ameriške naseljence iz zahodne meje okrožja Kentucky v Virginiji.
Julija 1782 je potekalo srečanje v vaseh Shawnee blizu izvira reke Mad v deželi Ohio, kjer so bili prisotni pripadniki plemen Shawnee, Mingo, Wyandot, Miami, Odawa, Ojibwe in Potawatomi. Posledično se je 150 mož iz enote lojalistov Butler's Rangers pod poveljstvom stotnika Williama Caldwella in približno 1.100 indijanskih bojevnikov, ki so jih vodili uradniki britanskega indijanskega oddelka Alexander McKee, Simon Girty in Matthew Elliott, odpravilo napasti Wheeling, na zgornjem toku reke Ohio. To je bila ena največjih sil, poslanih proti ameriškim naseljem med vojno.
Odprava je bila preklicana, ko so izvidniki poročali, da se je sila pod Georgeom Rogersom Clarkom, ki so se ga Indijanci bali bolj kot katerega koli drugega poveljnika, nameravala vdreti v deželo Ohio iz Kentuckyja. Caldwellova vojska se je vrnila k reki Mad, da bi se uprla invaziji, vendar napada nikoli ni bilo. Dejansko je imel Clark velik oborožen čoln, ki je patruljiral po reki Ohio, vendar ni imel načrtov za invazijo. Večina domorodnih bojevnikov se je vrnila domov.

### Bryan Station
Caldwell in približno 50 lojalistov, podprtih s 300 Indijanci, so prečkali reko Ohio v Kentucky. Namerevali so presenetiti in uničiti naselje Bryan Station, vendar so jih naseljenci odkrili in se zatekli v svojo palisado. Caldwellova in McKeejeva sila je 15. avgusta oblegala Bryan Station, pobila vso živino naseljencev in uničila njihove pridelke, vendar so se po dveh dneh umaknili, ko so izvedeli, da so na poti pripadniki milice iz Kentuckyja. Med tem kratkim obleganjem je bilo ubitih pet Indijancev in dva ranjena.
Milica je prispela v Bryan Station 18. avgusta.Sile so vključevale približno 47 mož iz okrožja Fayette in še 135 iz okrožja Lincoln. Najvišji častnik, polkovnik John Todd iz okrožja Fayette, je bil skupni poveljnik, pomagal pa mu je podpolkovnik Daniel Boone. Podpolkovnik Stephen Trigg in major Hugh McGary sta vodila kontingent okrožja Lincoln. Benjamin Logan, polkovnik milice Lincoln, je zbiral može in še ni prispel.
Milica je lahko takoj zasledovala napadalce, da bi jim preprečila pobeg in niso počakali, da Logan prispe z okrepitvami. Boone je svetoval, naj počakajo na Logana, ki je bil oddaljen le en dan, vendar so drugi pozivali k takojšnjemu ukrepanju, saj so poudarjali, da je imela sovražna sila 40 milj (60 km) prednosti. Boone se je čutil prisiljenega, da se pridruži, zato so se Kentuckijci odpravili na konjih po stari bivolji poti, preden so ob sončnem zahodu postavili tabor.

## Bitka
Zjutraj 19. avgusta so Kentuckijci prispeli do reke Licking, blizu izvira in solišča, znanega kot Lower Blue Licks (danes znotraj okrožja Nicholas, Kentucky). Nekaj indijanskih izvidnikov so opazili, kako jih opazujejo z druge strani reke. Za izvidniki je bil hrib, okoli katerega se je reka ovijala. Todd je sklical svet in vprašal Daniela Boona, najbolj izkušenega gozdarja, kaj misli. Boone je rekel, da je postajal vse bolj sumničav zaradi očitne sledi, ki so jo pustili Indijanci. Menil je, da jih Indijanci poskušajo zvabiti v zasedo.
Hugh McGary, znan kot divji indijanski borec in nestabilen vročekrvnež, je pozival k takojšnjemu napadu. Ko ga nihče ni poslušal, je zajahal konja in odjezdil čez brod, kličoč: "Tisti, ki niso strahopetci, sledite mi." Moški so takoj sledili McGaryju, prav tako častniki, ki so upali, da bodo vzpostavili red. Boone je pripomnil: "Vsi smo poklani možje" in prečkal reko.
Večina mož je razjahala in oblikovala bojno črto, globoko več vrst. Napredovali so po hribu, Todd in McGary v sredini, Trigg na desni, Boone na levi. Kot je Boone sumil, je Caldwellova sila čakala na drugi strani, skrita v grapah. Ko so Kentuckijci dosegli vrh, so Indijanci odprli ogenj od blizu z uničujočo natančnostjo. Po le petih minutah sta se sredina in desnica kentuckijske črte umaknili. Le Booneovi možje na levi so uspeli napredovati. Todd in Trigg, lahki tarči na konjih, sta bila ustreljena.
Kentuckijci so začeli bežati po hribu navzdol in se borili iz oči v oči z Indijanci, ki so jih obkolili. McGary je prijahal do Booneove čete in mu povedal, da se vsi umikajo in da je Boone zdaj obkoljen. Boone je svojim možem ukazal, naj se umaknejo. Zgrabil je konja brez jahača in svojemu 23-letnemu sinu Israelu Booneu ukazal, naj ga zajaha. Israel je nenadoma padel na tla, ustreljen v vrat. Boone je spoznal, da je njegov sin mrtev, zajahal konja in se pridružil umiku. Caldwell je med zasedo izgubil sedem mrtvih in deset ranjenih.
Silas Harlan je umrl v tej bitki.

## Posledice
Čeprav ni sodeloval v bitki, je George Rogers Clark kot višji poveljnik v Kentuckyju bil splošno obsojan, ker je dovolil lojalistično-indijanskim silam prečkati reko in izzval katastrofo pri Blue Licks. Kot odgovor je Clark novembra sprožil povračilni napad čez reko Ohio. Njegove sile so štele več kot 1.000 mož, vključno z Benjaminom Loganom in Danielom Boonom. Kentuckijci so uničili pet nenaseljenih vasi Shawneejev ob reki Great Miami v zadnji večji ofenzivi ameriške revolucije. Bitke niso potekale, saj so se Shawneeji umaknili v svoje vasi ob reki Mad (Ohio). V pismu z dne 27. novembra 1782 je Clark poročal, da je bilo ubitih 10 Indijancev, 7 ujetih in 2 belca ponovno osvobojena. Njegove lastne izgube so bile 1 ubit in 1 ranjen
Štiri leta pozneje je Logan na začetku Severozahodne indijanske vojne uničil indijanske vasi ob reki Mad River. McGary se je soočil s poglavarjem Shawneejev Moluntha in ga vprašal, ali je bil pri Blue Licks. Moluntha je prikimal v znak strinjanja in McGary ga je ubil s tomahawkom. Moluntha se je prostovoljno in mirno predal ter mahal z ameriško zastavo in kopijo mirovne pogodbe, ki jo je podpisal prej istega leta v prepričanju, da ga bosta zaščitila. Logan je takoj razrešil McGaryja poveljstva in mu odredil vojaško sodišče zaradi uboja ujetnika. McGaryju so za eno leto odvzeli čin, vendar sicer ni bil kaznovan.

## Zapuščina
Mesto bitke pri Blue Licks je spominsko obeleženo v Državnem parku Blue Licks Battlefield, na U.S. Route 68 med Paris, Kentuckyin Maysville, Kentucky, tik pred mestom Blue Licks Springs. Mesto vključuje granitni obelisk, pokopališča, The Worthington Lodge, restavracijo Hidden Waters, trgovino s spominki in muzej. Vsak avgust, ob vikendu, ki je najbližje 19. v mesecu, poteka rekonstrukcija in spominska slovesnost.